# Ledevino Piccinini
Ledevino Piccinini (Estrela, 1 de janeiro de 1942 – 23 de agosto de 2010) foi um político brasileiro.
Filiado ao Partido Trabalhista Brasileiro (PTB), foi eleito deputado estadual à Assembleia Legislativa do Rio Grande do Sul na 49ª legislatura (1995 — 1999).